# Adolf Bätge
Adolf Bätge (* 10. März 1886 in Suhlendorf; † 23. März 1958 in Oldenstadt) war ein deutscher Heimatforscher.

## Leben und Ausbildung
Adolf Bätge wuchs als Sohn des Schmiedemeisters Karl Christoph Bätge in Suhlendorf auf. Schon in der Jugend entwickelte er ein Interesse an Heimatgeschichte und entdeckte seine zeichnerische Begabung. 1901 begann er eine Ausbildung zum Maler und Lackierer bei dem Malermeister Hermann Schulz, in Uelzen. Mit der erfolgreichen Gesellenprüfung im Jahr 1904 zog Bätge als Wandergeselle durch Deutschland. In den Wintermonaten besuchte er die Kunstgewerbeschule Hannover, an der er seine künstlerischen Interessen und Fähigkeiten vertiefte. Im Jahr 1905 legte er erfolgreich die Meisterprüfung ab. Bätge war künstlerisch sehr aktiv und zeichnete und malte auf den unterschiedlichsten Materialien, die sich ihm boten, selbst auf alten Kalenderblättern. Er schuf u. a. 1937 das Wappen der Gemeinde Böddenstedt.

## Heimatforschung
Nach einer Bleivergiftung, an der er infolge von Arbeiten an der Bahnstrecke Uelzen-Soltau erkrankte, gab er den Beruf des Malers und Lackierers auf und konzentrierte sich in der Folge nur noch auf die Heimat-, Hof- und Familienforschung. Das Hauptgebiet seiner Heimatforschungen waren Stadt und Landkreis Uelzen sowie die angrenzenden Gebiete der Landkreise Celle, Lüchow-Dannenberg und Salzwedel. Bätge ergänzte seine schriftlichen Aufzeichnungen mit zahlreichen Abbildungen und erstellte auch Dorfpläne. Seine Unterlagen und Forschungsergebnisse befinden sich als Nachlass im Kreisarchiv des Landkreises Uelzen.
Das Archiv des Museumsdorfes Hösseringen verwahrt etliche Arbeiten Bätges zu Hausbüchern verschiedener Familien.

## Ehrungen
- In Uelzen wurde die Adolf-Bätge-Straße nach ihm benannt.[7]
- In Suhlendorf wurde die Adolf-Bätge-Straße nach ihm benannt.[8]

## Veröffentlichungen
- Beiträge zur Geschichte unseres Kreises. In: Der Heidewanderer, Nr. 5, Uelzen 1925, Seite 37–39
- Kirchspiel Suhlendorf. Bergen a. Dumme 1926
- Geschichte des Kirchspiels Lagendorf im Hansjochenwinkel. Salzwedel 1928. Sonderdruck aus: Unsere Altmark 8 (1927) - 9 (1928)
- Benennungen der Ilmenau. In: Der Heidewanderer, Nr. 9, Uelzen 1950, Seite 65–66
- Die Ritter von Bodenteich und ihre Besitzungen. In: Der Heidewanderer, Nr. 49, Uelzen 1955, Seite 398–390
- Bienenbüttel um 1680. In: Walter Koptik: Gemeindechronik Bienenbüttel. 1967